# Ferdinand Brickwedde
Ferdinand Graft Brickwedde (Baltimora, 26 marzo 1903 – Bellefonte, 29 marzo 1989) è stato un fisico statunitense, uno degli scopritori del deuterio nel 1932.

## Biografia
Nato nel 1903 a Baltimora nel Maryland, laureato in fisica alla Johns Hopkins University, Ferdinand Brickwedde fu docente nelle università del Maryland e della Pennsylvania. Dal 1925 lavorò presso il National Bureau of Standards di Washington di cui diresse il laboratorio di ricerca sulle basse temperature.
Nel 1932, insieme con i chimici della Columbia University, Harold Urey (capo del gruppo di ricerca) e George Murphy, Brickwedde scoprì per via spettroscopica il deuterio o idrogeno pesante, un isotopo stabile dell'idrogeno presente nei residui gassosi dell'idrogeno liquido. I risultati raggiunti dai tre scienziati furono oggetto di un articolo pubblicato, nello stesso anno, nella rivista The Physical Review. Per tale scoperta, Urey vinse il premio Nobel per la chimica nel 1934.
Morì a Bellefonte in Pennsylvania, a ottantasei anni, nel 1989.